# Chapelle des Pénitents gris de Villeneuve-lès-Avignon
La chapelle des Pénitents gris est une chapelle inscrite aux monuments historiques située à Villeneuve-lès-Avignon, dans le département du Gard. Elle a été construite en 1758 par Jean-Baptiste Franque.

## Description
La chapelle se trouve au fond de la cour de l'ancien palais cardinalice, dit palais de Boulogne ou de Thurroye. Elle dispose d'une nef à cinq travées, avec quatre chapelles surmontées de tribune (deux au nord et deux au sud).
Elle possède des voûtes plates typiques de la manière des architectes de la dynastie des Franque, avec des voûtes à arêtes doubles et plafond appareillé en mosaïques, ainsi qu'une tribune de très belle facture,.
La chapelle a été classée au titre des monuments historiques le 23 octobre 1934. Un arrêté de mai 2025 vient complété l'inscription en protégeant une partie du palais du cardinal de Deaux (aile nord, bâtiments du quadrilatère et salle de Turin).